# Brescia Calcio
Brescia Calcio er en italiensk fodboldklub fra byen Brescia i Lombardiet. Klubben blev grundlagt i 1911 under navnet Brescia Football Club. 

## Historie
Brescia er den klub i Italien, der har ligget flest sæsoner i Serie B, der er den næstbedste række i italiensk fodbold. Klubben har dog også flere gange været oppe at vende i Serie A. Fra starten i 1911 skulle man helt op til 1981, før Brescia rykkede ud af Serie B og dermed for første gang befandt sig uden for de to bedste rækker. Siden 1985 har klubben atter været at finde skiftevis i Serie A og Serie B. I 2001 opnåede man den hidtil bedste placering med en syvendeplads.
Brescia har kun få gange deltaget i europæiske turneringer, og det har aldrig været i nogen af de mest prestigefyldte. De bedste resultater er sejr i den nu nedlagte Anglo-Italian Cup i 1994 og en finaleplads mod Paris Saint-Germain i den også nedlagte UEFA Intertoto Cup.
Gennem tiden har flere af fodboldhistoriens allerstørste navne spillet for Brescia. Mange af dem var dog kun i klubben i korte perioder i starten eller i slutningen af deres karrierer. I begyndelsen af 2000-tallet spillede en helt ung Andrea Pirlo i Brescia, først i ungdomsafdelingen og siden på førsteholdet. Han spillede i en halv sæson side om side med Roberto Baggio, Ballon d'or vinderen fra 1993, der sluttede sin karriere af med fire succesfulde år i Brescia. Baggio nåede også at spille sammen Josep Guardiola, der af to omgange spillede 24 Serie A kampe for Brescia. Blandt andre af de kendte spillere, der har spillet i klubben kan nævnes Luca Toni, Gheorghe Hagi, Alessandro Altobelli, Luigi Di Biagio, Eugenio Rizzolini, Andrea Caracciolo, Dario Hübner og Ivano Bordon. 

## Trøjer og logo
Brescias spilletrøjer er mørkeblå med et karakteristisk stort, hvidt V ned over brystet. Oprindeligt spillede man i en blå/orange stribet trøje, men man skiftede hurtigt til en mørkeblå trøje med en bred hvid stribe. Det store V blev første gang brugt på trøjerne i 1927, da Brescia flyttede til et nyt stadion, der var bygget af klubben Virtus. Gennem mange år skiftede designet en del mellem helt blå og forskellige udgaver af V'et og hvide striber. Siden 1991 har V'et været et fast element, bortset fra i 2010/11 sæsonen, hvor man bruget en speciel 100-års jubilæumstrøje.
Klubbens logo kombinerer det hvide V med en løve. Det har skiftet udseende en del gange, men disse elementer er bibeholdt.

## Stadion
Klubbens hjemmebane er Stadio Mario Rigamonti i Brescia. Mario Rigamonti var en af de spillere, der omkom i den flyulykke, der i 1949 udslettede det nærmest uovervindelige Torinohold Grande Torino. Rigamonti var født i Brescia og nåede at spille enkelte kampe for sin fødebys klub.